# Ernst Reitter
Ernst Reitter  (* 4. Oktober 1887 in Österreich-Ungarn; † Sommer 1957 in Wien) war ein österreichischer Sänger und Filmschauspieler.

## Leben und Wirken
Ernst Reitter war in den letzten Jahren vor dem Ersten Weltkrieg an k.u.k.-Provinzbühnen (beispielsweise in der Spielzeit 1912/13 an der Oper des Brünner Stadttheaters) aufgetreten und wurde später (nach dem Krieg) vor allem als Kammersänger von Wiener Stätten (z. B. dem Konzerthaus) und nach dem Zweiten Weltkrieg auch vom österreichischen Rundfunk verpflichtet. Fest an ein Haus band er sich jedoch nicht. 
Zwischen 1938 und 1946 kamen auch mehrere Verpflichtungen vom Wiener Film hinzu. Dort sah man Reitter mit kleineren Rollen, etwa als Antiquitätensammler in dem Heinz Rühmann-Hans Moser-Spaß 13 Stühle, als Professor in der Vater-und-Sohn-Strauss-Biografie Unsterblicher Walzer, als Sparkassendirektor in dem antisemitischen Hetzfilm Wien 1910, als Hotelportier in Freunde und als Hausdiener in Am Abend nach der Oper. Nach nur einem Nachkriegsfilm zog er sich von der Leinwand zurück. Ernst Reitter wurde am 14. August 1957 auf dem Wiener Zentralfriedhof bestattet.

## Filmografie
- 1938: 13 Stühle
- 1939: Unsterblicher Walzer
- 1940: Operette
- 1941: Liebe ist zollfrei
- 1942: Wien 1910
- 1943: Schwarz auf Weiß
- 1943/45: Freunde
- 1944: Warum lügst du, Elisabeth?
- 1945: Am Abend nach der Oper
- 1946: Glaube an mich